# Annibale Fontana

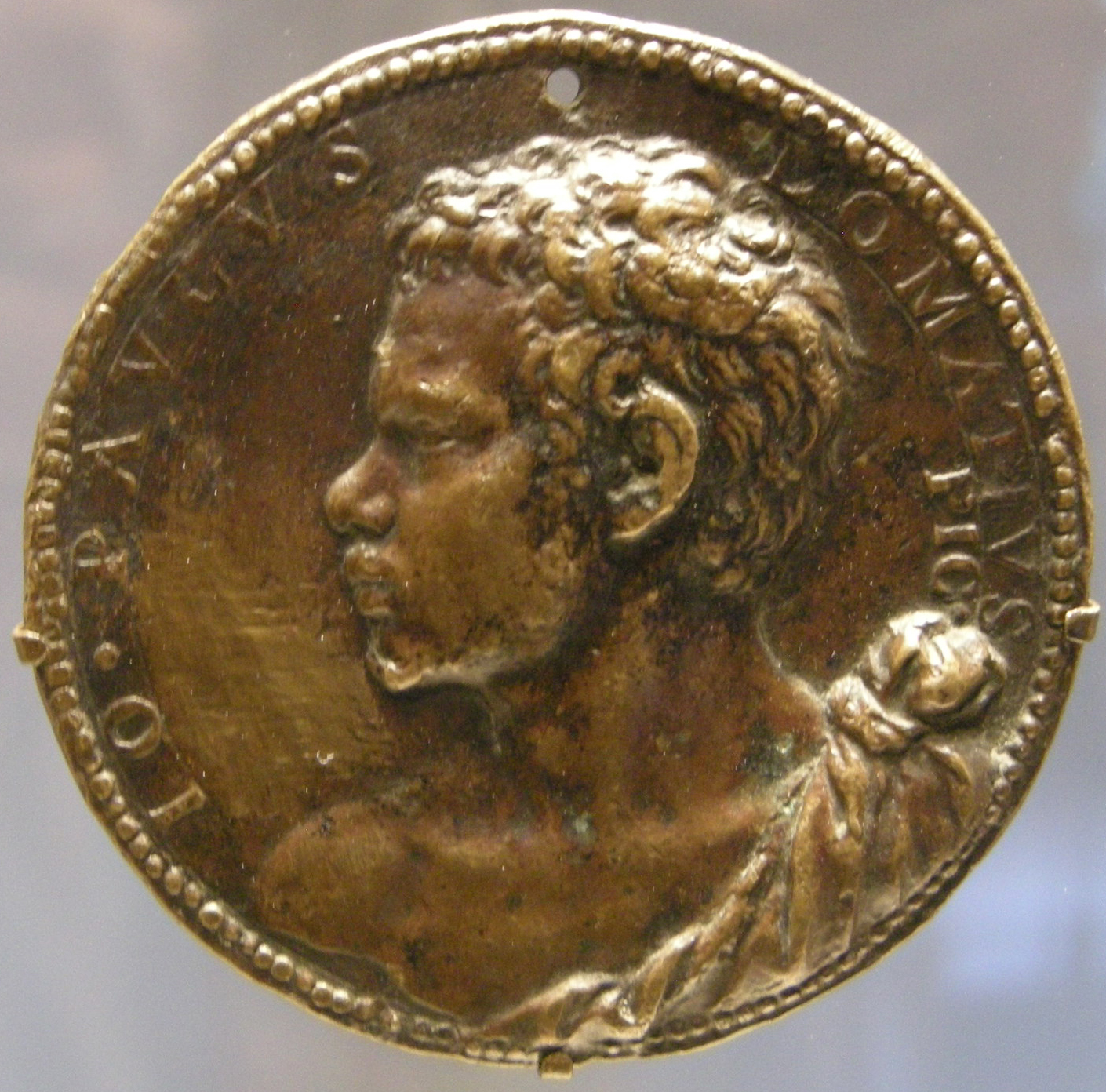
La medaglia di Giovan Paolo Lomazzo

Annibale Fontana (Milano, 1540 – Milano, 1587) è stato uno scultore, orafo, incisore, cesellatore, medaglista, glittico, vetraio e cristalliere italiano.

## Biografia
La sua prima opera conosciuta è lo scrigno in cristallo di rocca, ancor oggi conservato alla Schatzkammer di Monaco per il duca Alberto V di Baviera, risalente al 1560-1570 circa; sono databili allo stesso periodo anche alcuni conii di medaglie. Nel 1570-1572 soggiornò a Palermo, al seguito del Viceré di Sicilia Francesco Ferdinando d'Avalos, di cui eseguì un ritratto su una medaglia celebrativa.
Tornato in patria, si sposò con Ippolita Saracchi, della famiglia dei famosi cristallieri attivi per le più importanti corti europee. Gli anni successivi furono costellati di commissioni di scultura monumentale per il cantiere di Santa Maria presso San Celso, tra cui la celeberrima Assunta oggi in un altare laterale della chiesa e molte statue per la facciata, che era stata progettata da Galeazzo Alessi e Martino Bassi e i candelieri della certosa di Pavia.
Fu uno dei più importanti esponenti dell'Accademia della Val di Blenio di Giovan Paolo Lomazzo.